# Jalhan
Jalhan (en francès Jaillans) és un municipi francès situat al departament de la Droma i a la regió d'Alvèrnia-Roine-Alps. L'any 2007 tenia 761 habitants.

## Demografia

### Població
El 2007 la població de fet de Jaillans era de 761 persones. Hi havia 256 famílies de les quals 36 eren unipersonals (8 homes vivint sols i 28 dones vivint soles), 76 parelles sense fills, 128 parelles amb fills i 16 famílies monoparentals amb fills.
La població ha evolucionat segons el següent gràfic:
Habitants censats

### Habitatges
El 2007 hi havia 305 habitatges, 264 eren l'habitatge principal de la família, 19 eren segones residències i 22 estaven desocupats. 285 eren cases i 18 eren apartaments. Dels 264 habitatges principals, 215 estaven ocupats pels seus propietaris, 40 estaven llogats i ocupats pels llogaters i 9 estaven cedits a títol gratuït; 2 tenien una cambra, 10 en tenien dues, 21 en tenien tres, 70 en tenien quatre i 161 en tenien cinc o més. 227 habitatges disposaven pel capbaix d'una plaça de pàrquing. A 97 habitatges hi havia un automòbil i a 159 n'hi havia dos o més.

### Piràmide de població
La piràmide de població per edats i sexe el 2009 era:
| Homes | Edats   | Dones |
| ----- | ------- | ----- |
| 0     | 95 o +  | 0     |
| 0     | 90 a 94 | 0     |
| 0     | 85 a 89 | 4     |
| 4     | 80 a 84 | 8     |
| 20    | 75 a 79 | 0     |
| 0     | 70 a 74 | 4     |
| 20    | 65 a 69 | 28    |
| 12    | 60 a 64 | 8     |
| 28    | 55 a 59 | 28    |
| 12    | 50 a 54 | 16    |
| 20    | 45 a 49 | 12    |
| 32    | 40 a 44 | 16    |
| 20    | 35 a 39 | 24    |
| 36    | 30 a 34 | 40    |
| 20    | 25 a 29 | 16    |
| 8     | 20 a 24 | 4     |
| 20    | 15 a 19 | 20    |
| 16    | 10 a 14 | 12    |
| 28    | 5 a 9   | 16    |
| 16    | 0 a 4   | 16    |

## Economia
El 2007 la població en edat de treballar era de 482 persones, 360 eren actives i 122 eren inactives. De les 360 persones actives 333 estaven ocupades (183 homes i 150 dones) i 27 estaven aturades (11 homes i 16 dones). De les 122 persones inactives 43 estaven jubilades, 49 estaven estudiant i 30 estaven classificades com a «altres inactius».

### Ingressos
El 2009 a Jaillans hi havia 290 unitats fiscals que integraven 829,5 persones, la mediana anual d'ingressos fiscals per persona era de 17.890 €.

### Activitats econòmiques
Dels 34 establiments que hi havia el 2007, 2 eren d'empreses alimentàries, 3 d'empreses de fabricació d'altres productes industrials, 7 d'empreses de construcció, 5 d'empreses de comerç i reparació d'automòbils, 3 d'empreses de transport, 4 d'empreses d'hostatgeria i restauració, 2 d'empreses d'informació i comunicació, 1 d'una empresa immobiliària, 5 d'empreses de serveis, 1 d'una entitat de l'administració pública i 1 d'una empresa classificada com a «altres activitats de serveis».
Dels 9 establiments de servei als particulars que hi havia el 2009, 1 era un taller de reparació d'automòbils i de material agrícola, 3 paletes, 1 guixaire pintor, 1 fusteria, 1 lampisteria, 1 electricista i 1 restaurant.
L'únic establiment comercial que hi havia el 2009 era una fleca.
L'any 2000 a Jaillans hi havia 20 explotacions agrícoles que ocupaven un total de 410 hectàrees.

## Equipaments sanitaris i escolars
El 2009 hi havia una escola elemental integrada dins d'un grup escolar amb les comunes properes formant una escola dispersa.

## Poblacions més properes
El següent diagrama mostra les poblacions més properes.